# 베르키 크리스티안
베르키 크리스티안(헝가리어: Berki Krisztián, 헝가리어 발음: [ˈbɛrki ˈkristiaːn], 1985년 3월 18일~)은 헝가리의 전직 체조 선수이다. 주 종목은 안마로 2012년 하계 올림픽에서 남자 안마 금메달을 획득했다. 또한 세계 선수권 대회 안마 부문에서 금메달 3개, 은메달 2개를 획득했고 유럽 선수권 대회 안마 부문에서 금메달 6개, 은메달 2개, 동메달 1개를 획득했다.